# Frederick Fleet
Frederick Fleet (Liverpool, 15 ottobre 1887 – Southampton, 10 gennaio 1965) è stato un marinaio britannico.
Fu una delle vedette del Titanic, nonché uno dei sopravvissuti allo storico naufragio di tale nave.

## Biografia
Impiegato come vedetta del Titanic insieme al collega Reginald Lee, fu il primo ad avvistare l'iceberg poche centinaia di metri davanti alla nave, alle 23:40 del 14 aprile 1912, ed a lanciare l'allarme, suonando tre volte la campana e telefonando in plancia, dove gli rispose il sesto ufficiale James Paul Moody, che gli chiese cosa avesse visto, domanda a cui Fleet rispose: "Iceberg, right ahead!" ("Iceberg, proprio davanti!"). È opinione diffusa che Fleet avvistò l'iceberg senza binocolo; se lo avesse avuto, probabilmente, avrebbe scorto prima l'iceberg, visto che il cielo era in condizioni di luna nuova e l'oceano era calmo, quindi non vi erano onde che scrosciavano alla base dell'iceberg rendendo più facile notarlo. Per le stesse ragioni è probabile che Fleet e Lee abbiano avuto alcune difficoltà nello scorgere la montagna di ghiaccio a occhio nudo.
Dopo l'impatto, Fleet fu incaricato dal comandante Edward Smith di condurre una lancia di salvataggio. Ebbe quindi la possibilità di salvarsi, insieme ai superstiti presenti sulla sua lancia. Dopo la tragedia del Titanic, durante le due guerre mondiali, Fleet aprì un negozio per conto dell'esercito inglese. Negli anni che hanno separato le due guerre, tra il 1920 ed il 1935, prestò servizio sempre come marinaio sull'Olympic, la nave gemella del Titanic. Nel 1964, poco dopo Natale, la moglie morì improvvisamente e il fratello lo sfrattò da casa. Fleet attraversò quindi un periodo di depressione che lo condusse al suicidio, impiccandosi il 10 gennaio del 1965, all'età di 77 anni. Alcuni hanno sostenuto che la depressione di Fleet, in realtà, fu dovuta anche ai costanti ricordi che il marinaio aveva del naufragio del Titanic e delle vittime, quasi come se fosse stato anche lui una vittima o se si sentisse in colpa in quanto convinto di non aver fatto abbastanza affinché la tragedia venisse evitata oppure avesse il minor impatto possibile. Fleet venne sepolto in una fossa comune nel cimitero di Hollybrook a Southampton, nel distretto di Shirley. La lapide rimase sul luogo fino al 1993, quando venne sostituita con una pietra tombale con un'incisione del Titanic, eretta attraverso donazioni dalla Titanic Historical Society.

## Filmografia
Frederick Fleet è stato impersonato da diversi attori nei diversi film dedicati al disastro del Titanic.

### Cinema
- Titanic (1953), interpretato da Lee Graham (il personaggio porta nel film il nome di Symons)
- Titanic, latitudine 41 nord (A Night to Remember, 1958), interpretato da Bernard Fox
- Titanic (1997), interpretato da Scott G. Anderson
- Ghosts of the Abyss (2003), interpretato da Aaron C. Fitzgerald

### Televisione
- S.O.S. Titanic (1979), film per la tv, interpretato da Alec Sabin
- Titanic: una storia d'amore (No Greater Love, 1995), documentario, interpretato da Philip Davis e Alec Sabin
- Titanic (1996), film per la tv, interpretato da Byron Lucas
- Titanic: Breaking New Ground (1998), documentario, interpretato da Scott G. Anderson
- Last Mysteries of the Titanic (2005), film per la tv, interpretato da Scott G. Anderson
- The Unsinkable Titanic (2008), film per la tv, interpretato da Ciaran Kellgren
- Curiosity (2011), serie televisiva, episodio What Sank Titanic?, interpretato da Kaspars Karklins
- Titanic: The Final Word with James Cameron (2012), documentario, interpretato da Scott G. Anderson

### Videogiochi
- Titanic Explorer (1997), interpretato da Scott G. Anderson